# Banderes dels nostres pares
Banderes dels nostres pares (títol original en anglès, Flags of Our Fathers) és una pel·lícula estatunidenca del 2006, dirigida i produïda per Clint Eastwood i escrita per William Broyles Jr. i Paul Haggis basant-se en la novel·la homònima de James Bradley i Ron Powers. S'ha doblat al català.

## Argument
L'argument se centra en els fets de la batalla d'Iwo Jima, a la fi de la Segona Guerra Mundial, i de la famosa imatge dels soldats americans alçant la bandera estatunidenca, moment que va immortalitzar el fotògraf Joe Rosenthal. El mateix any va rodar Cartes des d'Iwo Jima, amb el mateix argument però amb la versió japonesa dels fets.

## Al voltant de la pel·lícula
Es va estrenar el 20 d'octubre de 2006 als Estats Units, va arribar a Espanya el 3 de gener de 2007.
Eastwood ha dirigit, paral·lelament a aquest projecte, una altra pel·lícula de la mateixa temàtica, però ambientada i enfocada des del bàndol japonès, Cartes des d'Iwo Jima l'estrena de la qual va ser el 20 de desembre, dos mesos després de Banderes dels nostres pares.

## Producció
La pel·lícula ha costat 55 milions de dòlars. En una entrevista del 2006, Paul Haggis ha declarat que Clint Eastwood ha rodat la pel·lícula en al voltant de cinquanta dies. La pel·lícula és una producció de Malpaso Productions, Amblin Entertainment i DreamWorks Pictures, distribuïda per la DreamWorks Pictures en tot el món i per la Warner Bros. Pictures en els Estats Units.

## Premis i nominacions
El 2006 Flags of Our Fathers ha estat afegit a la llista dels millors deu films de l'any a la National Board of Review of Motion Pictures. El director Clint Eastwood ha estat nominat pel Globus d'Or al millor director el 2007.
A més, la pel·lícula ha estat nominada per dos Oscar el 2007: Oscar al millor so i Oscar al millor muntatge.